# Justin Forst
Justin Forst (Innsbruck, 21 febbraio 2003) è un calciatore austriaco, attaccante dell'Admira Wacker M..

## Carriera

### Club
Cresciuto nei settori giovanili di Innsbrucker SK, SV Innsbruck ed AKA Tirol, nel 2021 è stato acquistato dallo WSG Tirol. Il 17 ottobre ha esordito in Bundesliga in occasione dell'incontro pareggiato per 2-2 contro l'Hartberg. Ha segnato la sua prima rete con la squadra e contestualmente in campionato il 19 febbraio 2022, nell'incontro perso per 3-2 contro il Ried.

### Nazionale
Ha giocato nelle nazionali giovanili austriache Under-19 ed Under-21.

## Statistiche

### Presenze e reti nei club
Statistiche aggiornate al 1º aprile 2023.
| Stagione            | Squadra             | Campionato          | Campionato | Campionato | Coppe nazionali | Coppe nazionali | Coppe nazionali | Coppe continentali | Coppe continentali | Coppe continentali | Altre coppe | Altre coppe | Altre coppe | Totale | Totale |
| Stagione            | Squadra             | Comp                | Pres       | Reti       | Comp            | Pres            | Reti            | Comp               | Pres               | Reti               | Comp        | Pres        | Reti        | Pres   | Reti   |
| ------------------- | ------------------- | ------------------- | ---------- | ---------- | --------------- | --------------- | --------------- | ------------------ | ------------------ | ------------------ | ----------- | ----------- | ----------- | ------ | ------ |
| 2021-2022           | WSG Tirol II        | RL                  | 18         | 17         |                 | -               | -               |                    | -                  | -                  |             | -           | -           | 18     | 17     |
| 2022-2023           | WSG Tirol II        | RL                  | 8          | 11         |                 | -               | -               |                    | -                  | -                  |             | -           | -           | 8      | 11     |
| Totale WSG Tirol II | Totale WSG Tirol II | Totale WSG Tirol II | 26         | 28         |                 | -               | -               |                    | -                  | -                  |             | -           | -           | 26     | 28     |
| 2021-2022           | WSG Swarovski Tirol | BL                  | 8          | 1          | CA              | 0               | 0               |                    | -                  | -                  |             | -           | -           | 8      | 1      |
| 2022-2023           | WSG Swarovski Tirol | BL                  | 17         | 1          | CA              | 3               | 3               |                    | -                  | -                  |             | -           | -           | 20     | 4      |
| Totale WSG Tirol    | Totale WSG Tirol    | Totale WSG Tirol    | 25         | 2          |                 | 3               | 3               |                    | -                  | -                  |             | -           | -           | 28     | 5      |
| Totale carriera     | Totale carriera     | Totale carriera     | 51         | 30         |                 | 3               | 3               |                    | -                  | -                  |             | -           | -           | 54     | 33     |